# Бенхамін Домінгес
Бенхамін Домінгес (ісп. Benjamín Domínguez, нар. 19 вересня 2003, Ла-Плата) — аргентинський футболіст, нападник італійського клубу «Болонья».

## Ігрова кар'єра
Народився 19 вересня 2003 року в місті Ла-Плата. Вихованець футбольної школи клубу «Хімнасія і Есгріма». Дорослу футбольну кар'єру розпочав 2021 року в основній команді того ж клубу, в якій провів три роки, взявши участь у 43 матчах чемпіонату. 
У серпні 2024 року за орієнтовні 4 мільйони євро перейшов до італійської «Болоньї», з якою уклав п'ятирічний контракт. 

## Статистика виступів

### Статистика клубних виступів
Станом на 28 серпня 2024
| Сезон                          | Команда                        | Чемпіонат                      | Чемпіонат | Чемпіонат | Національний кубок | Національний кубок | Національний кубок | Континентальні кубки | Континентальні кубки | Континентальні кубки | Інші змагання | Інші змагання | Інші змагання | Усього | Усього | Усього |
| Сезон                          | Команда                        | Ліга                           | Ігор      | Голів     | Ліга               | Ігор               | Голів              | Ліга                 | Ігор                 | Голів                | Ліга          | Ігор          | Голів         | Ігор   | Голів  |        |
| ------------------------------ | ------------------------------ | ------------------------------ | --------- | --------- | ------------------ | ------------------ | ------------------ | -------------------- | -------------------- | -------------------- | ------------- | ------------- | ------------- | ------ | ------ | ------ |
| 2021                           | «Хімнасія і Есгріма»           | ПД                             | 1         | 0         | КА+КПЛ             | 0                  | 0                  |                      | -                    | -                    |               | -             | -             | 1      | 0      |        |
| 2022                           | «Хімнасія і Есгріма»           | ПД                             | 16        | 1         | КА+КПЛ             | 2+8                | 0                  |                      | -                    | -                    |               | -             | -             | 26     | 1      |        |
| 2023                           | «Хімнасія і Есгріма»           | ПД                             | 15        | 2         | КА+КПЛ             | 1+13               | 0                  | СА                   | 2                    | 0                    |               | -             | -             | 31     | 2      |        |
| 2024                           | «Хімнасія і Есгріма»           | ПД                             | 11        | 2         | КА+КПЛ             | 1+15               | 0+4                |                      | -                    | -                    |               | -             | -             | 27     | 6      |        |
| Усього за «Хімнасія і Есгріма» | Усього за «Хімнасія і Есгріма» | Усього за «Хімнасія і Есгріма» | 43        | 5         |                    | 41                 | 4                  |                      | 2                    | 0                    |               | -             | -             | 86     | 9      |        |
| серп. 2024–25                  | «Болонья»                      | A                              | 0         | 0         | КІ                 | 0                  | 0                  | ЛЧ                   | 0                    | 0                    | -             | -             | -             | 0      | 0      |        |
| Усього за кар'єру              | Усього за кар'єру              | Усього за кар'єру              | 43        | 5         |                    | 41                 | 4                  |                      | 2                    | 0                    |               | -             | -             | 86     | 9      |        |

## Титули і досягнення
- Володар Кубка Італії (1):

«Болонья»: 2024-25